# Digitalpakt
Mit dem Digitalpakt (offiziell DigitalPakt Schule) haben die deutsche Bundesregierung und der Deutsche Bundestag im Jahr 2018 die Absicht bekundet, die Digitalisierung in den allgemeinbildenden Schulen mit 5 Milliarden Euro zu fördern. Am 15. März 2019 stimmte der Bundesrat nach dem Bundestag der Änderung des Grundgesetzartikels Art. 104c zu, womit der  Digitalpakt endgültig beschlossen war. Zum 17. Mai 2019 trat die „Verwaltungsvereinbarung DigitalPakt Schule 2019 bis 2024“ schließlich nach Unterzeichnung aller Länder und Anja Karliczek für die Bundesrepublik Deutschland in Kraft. 2020 wurde die Förderung im Zuge der COVID-19-Pandemie um 1,5 Milliarden Euro erhöht.
Rechnet man die bewilligten 5 Milliarden Euro Gesamtsumme auf die rund 40.000 Schulen in Deutschland um, so entfallen im Durchschnitt 120.000 Euro auf die einzelne Einrichtung. In der Anlaufphase wurden bis zu Jahresbeginn 2020 nur verhältnismäßig wenige Mittel abgerufen bzw. bewilligt. Bis zum Stichtag 30. Juni 2020 waren davon 15,7 Millionen Euro abgeflossen. Im März 2023 galten 80 Prozent der Gelder als gebunden. Förderanträge können noch bis Mitte Mai 2024 gestellt werden.
Ein als „Digitalpaket Schule 2.0“ bezeichnetes Nachfolgeprogramm soll von 2025 bis 2030 kommen. Über die Finanzierung und Ausgestaltung wird noch zwischen Bund und Ländern diskutiert.

## Grundgesetzänderung als Realisierungsgrundlage
Für die Umsetzung des Digitalpakts war eine Grundgesetzänderung nötig, denn Bildungspolitik ist, anders als ehemals in der Zeit des Nationalsozialismus und in der DDR, wegen des geltenden Kooperationsverbotes Ländersache („Bildungshoheit“) und nicht Sache des Bundes. Für die Änderung von Artikel 104c des Grundgesetzes für die Bundesrepublik Deutschland gab es im Bundestag am 29. November 2018 parteienübergreifend eine große Mehrheit, indem 580 Abgeordnete dafür und 87 dagegen stimmten; dazu gab es drei Enthaltungen. Das Parlament einigte sich auf nachfolgende Formulierung:

„Der Bund kann den Ländern zur Sicherstellung der Qualität und der Leistungsfähigkeit des Bildungswesens Finanzhilfen für gesamtstaatlich bedeutsame Investitionen sowie mit diesen verbundene besondere unmittelbare Kosten der Länder und Gemeinden (Gemeindeverbände) im Bereich der kommunalen Bildungsinfrastruktur gewähren. Art. 104b Absatz 2 Satz 1 bis 5 und Absatz 3 gilt entsprechend.“

Nachdem in der Sitzung des Bundesrats am 14. Dezember die Grundgesetzänderung zunächst abgelehnt worden war – vor allem, weil die Länder die Programme des Bundes zur Hälfte mitfinanzieren sollten, wozu sich insbesondere ärmere Länder außerstande sahen –, wurde diese Regelung im Vermittlungsausschuss dergestalt abgeändert, dass „die Mittel des Bundes zusätzlich zu eigenen Mitteln der Länder bereit gestellt werden.“ Hiernach stimmte auch der Bundesrat am 15. März 2019 der besagten Grundgesetzänderung zu.

## Umsetzungsprobleme in der Anlaufphase
Bis Mitte August 2019 hatten erst 9 von 16 Bundesländern die notwendigen Förderrichtlinien veröffentlicht; der Mittelabfluss ist dadurch gehemmt. Im Januar 2020, sieben Monate nach dem Start des Digitalpakts, hatten die 16 Bundesländer erst 20 Millionen aus dem fünf Milliarden-Paket abgerufen. Als Ursache wird angegeben, dass viele Schulen ihre Medienkonzepte noch nicht eingereicht hätten, Grundvoraussetzung dafür, überhaupt Mittel beantragen zu dürfen. Zudem seien zahlreiche Schulen noch mit der Prüfung ihrer aktuellen informationstechnologischen Ausstattung befasst, um ihre Bedarfe zu ermitteln.
Hessen, Schleswig-Holstein, Sachsen-Anhalt und das Saarland haben bei Jahresbeginn 2020 noch kein einziges Vorhaben aus dem Digitalpakt-Finanzierungstopf bewilligt. Bei der Abrufung von Digitalpaktfinanzmitteln vorerst an der Spitze lag Sachsen mit 18 bewilligten Anträgen und einem Finanzierungsvolumen von 8,4 Millionen Euro vor Hamburg mit 7 Millionen, Baden-Württemberg mit 1,3 Millionen und Niedersachsen mit 1 Million Euro.
In manchen Kommunen werden die erwarteten Zusatzkosten zu den in Aussicht stehenden Digitalpaktmittel besorgt ins Verhältnis gesetzt. In Zwickau kalkuliert man amtlicherseits, dass etwa ein Fünftel der Digitalpaktzuflüsse als zusätzlicher Aufwand anfiele, weil die Festbeträge, die in den Förderrichtlinien für beispielsweise für Server, Endgeräte oder interaktive Tafeln vorgesehen sind, nur bedingt der aktuellen Marktsituation entsprächen. Weitere jährliche Zusatzbelastungen könnten sich für die Kommunen aus nötigen Wartung und der Finanzierung von Fachkräften für den IT-Support ergeben.

## Forderung nach beschleunigter Umsetzung in der Coronakrise
Angesichts der Schulschließungen im März 2020 wegen der Corona-Krise fordern Dieter Dohmen und Klaus Hurrelmann den Unterrichtsausfall bestmöglich durch digital kommunizierte Lernangebote und -aufgaben zu kompensieren. Schüler wie Lehrer sollten in der gegebenen Lage nach Möglichkeit zu Hause arbeiten: die zu Unterrichtenden in Homework, das Lehrpersonal im Homeoffice. Allerdings seien in Deutschland bisher allenfalls fünf bis zehn Prozent der Schulen in der Lage, diesem Anspruch in wünschenswerter Weise zu genügen. Man habe hierzulande bereits seit Jahrtausendbeginn zu wenig dafür getan. Der für den Nach- und Aufholprozess eingeführte Digitalpakt kranke an unzureichender Finanzmittelausstattung und wegen eines zu voraussetzungsvollen und bürokratischen Beantragungsprozesses an zu geringem Abfluss selbst der vorhandenen Mittel. „Insbesondere die Anforderung, dass die Schule ein fertiges Medienkonzept vorlegen muss, um die Förderung erhalten zu können, ist schlicht kontraproduktiv“, betonen Dohmen und Hurrelmann. „Es sollten jetzt sofort – länderübergreifend – Vereinfachungen und Standardisierungen des Antragsverfahrens erfolgen. Notfalls müssen den Behörden und Schulen professionelle Agenturen zur Seite gestellt werden.“ Auch die Zusammenarbeit von Lehrern und Eltern müsse gerade angesichts der besonderen Lage in der Corona-Krise intensiviert werden. Schulleitungen und Lehrkräfte brauchten ein Training zum Ausbau und zur Professionalisierung von Elternarbeit und Elternkommunikation.

## Anhaltend geringer Abfluss der Fördergelder 2021
Auch zwei Jahre nach dem Start des „Digitalpakts Schule“ sind die zur Verfügung stehenden Mittel nur zu einem geringen Teil ihrem Bestimmungsziel zugeführt. Am 30. Juni 2021 waren von den auf 6,5 Milliarden Euro angewachsenen Fördermitteln des Bundes lediglich 852 Millionen Euro abgerufen. Im halbjährlichen Bericht des Bundesbildungsministeriums wurden als Gründe dafür fortlaufende Einschränkungen aufgrund der Covid-19-Pandemie, Verzögerungen bei Handwerks- und Installationsarbeiten sowie Lieferengpässe bei IT-Beschaffungen angegeben. Während von den ursprünglich fünf Milliarden Euro für digitale Lernplattformen, den Aufbau von schuleigenem W-Lan und die Anschaffung von Smartboards bisher nur 189 Millionen Euro abgerufen wurden, sind die Mittel aus dem Leihgerätetopf für Schülerinnen und Schüler nahezu ausgeschöpft. Von den 500 Millionen Euro für Schuladministratoren sei bisher so gut wie gar kein Geld abgeflossen, heißt es im Tagesspiegel.

## Weitere Kritik
Der Bundesrechnungshof kritisierte den Digitalpakt in einem 2022 vorgelegten Prüfbericht scharf und forderte den Bund auf, diesen nicht zu verlängern. Die Prüfer bemängeln grundsätzlich die Finanzierung einer Aufgabe, die eigentlich bei den Ländern liegt, durch den Bund. Der Bund habe kaum Kontrollrechte. Ferner würden in den Ländern die Mittel durch insgesamt 38 Behörden bzw. Investitionsbanken verwaltet. Deren „Verfahren unterscheiden sich und sind überwiegend kleinteilig“, das Nachweisverfahren sei „lückenhaft und wirkungslos“. Kritisiert wird ferner die Verteilung der Gelder nicht nach Bedarf, sondern nach einem festgelegten Schlüssel. Im Übrigen sei eine Erfolgskontrolle nicht möglich. „Der Erfolg der Digitalisierung misst sich nicht am Mittelabfluss oder den Klickzahlen, sondern am Kompetenzgewinn der Lernenden“, die jedoch nicht in der Verantwortung des Bundes, sondern der Länder liege. Auch der Europäische Rechnungshof bemängelte 2023, in Bezug auf von der EU für den Digitalpaket Schule bereitgestellte Mittel, ebenfalls einen ineffizienten Einsatz.
Im Zuge der Digitalisierung der Schulen sah der damalige Vorstand des Bundesverbands der Verbraucherzentralen, Klaus Müller, „immer mehr Lehr- und Lernangebote, die überhaupt nicht qualitätsgesichert sind.“ 22 von 30 Dax-Konzernen hätten bereits Lernangebote mit oft vor allem unternehmensdienlichen Informationen entwickelt, die über digitale Kanäle ungefiltert in die Schulen gelangten und einseitige Beeinflussung ermöglichten – anders als die herkömmlichen, staatlich geprüften und von Werbung freien Schulbücher. Für Müller gilt es, das Überwältigungsverbot gemäß Beutelsbacher Konsens auch gegenüber „Angeboten billionenschwerer Digitalkonzerne“ zu gewährleisten. „Wir sehen Fortbildungen für Lehrer, die dann Apple-Teacher oder Microsoft Educator Experts werden. Das hinterlässt ein Firmenbranding in den Schulen mit klarer Marketing-Absicht.“ Schülern müsse aber vermittelt werden, dass es einen Wettbewerb und Alternativen gebe. „iPad- oder Samsung-Klassen verbieten sich. Microsoft darf kein Synonym für Betriebssystem oder Schulcloud werden.“ Müller beklagt, dass die Kultusminister es bisher versäumt hätten, qualitätsgesicherte digitale Angebote erstellen zu lassen.